# Skokie, le village de la colère
Pour les articles homonymes, voir Skokie.
Pour plus de détails, voir Fiche technique et Distribution.
Skokie, le village de la colère (Skokie) est un téléfilm américain réalisé par Herbert Wise et diffusé pour la première fois aux États-Unis en 1981 sur CBS. L'histoire du film s'inspire d'un évènement qui a touché la ville de Skokie (Illinois) dans les années 1970.

## Synopsis
La petite ville de Skokie, située dans une agréable banlieue de Chicago, s'agite à la venue de Frank Collin (George Dzundza). En effet, ce politicien néonazi choisit d'organiser son prochain rassemblement sur la place de cette commune. Or, 40 % de la population qui y vit est juive, et certains d'entre eux sont des survivants de l'Holocauste. Les habitants voient alors la démarche comme une menace et un rappel de leur détention dans les camps de concentration.
La communauté juive décide de lutter à tout prix contre ce ralliement, afin de ne pas oublier la douleur de la Shoah et, surtout, pour qu'elle ne se renouvelle pas.
Les républicains modérés Bert Silverman (Eli Wallach) et Abbot Rosen (Carl Reiner) demandent à la communauté juive d'ignorer les néonazis. La stratégie des deux hommes consiste à les placer en quarantaine. Une fois isolés de l'assemblée, ils sont écartés des provocations nazies. La logique est simple : si la communauté juive refuse de s'interposer et de médiatiser le rassemblement, l'intervention reste futile et sera très vite oubliée.
Cependant, un citoyen remet en question leur argument. Max Feldman (Danny Kaye), un survivant de l'Holocauste, dit qu'il a ignoré les nazis pendant quarante ans en Allemagne, avant d'être placé dans un camp de concentration. Pour lui, le temps est venu d'agir et il est prêt à verser son sang si nécessaire. Guidé par ce charismatique porte-parole, certains membres de la communauté juive acceptent de protester.
Le film s'étend sur une année et demie. Il reflète la réalité des batailles juridiques et explore le sens de la liberté dans le pays de la Constitution.

## Fiche technique
- Titre original : Skokie
- Titre francophone : Skokie, le village de la colère
- Réalisation : Herbert Wise
- Scénario : Ernest Kinoy
- Photographie : Alex Thomson
- Montage : Robert M. Reitano et Stephen A. Rotter
- Décors : Amy Marshall
- Direction artistique : Richard Bianchi
- Production : Robert Berger, Herbert Brodkin (producteur délégué) et Thomas De Wolfe (producteur associé)
- Sociétés de production : Titus Productions
- Société de distribution : CBS
- Pays d'origine :  États-Unis
- Langue originale : anglais
- Formats : Couleur - 35 mm - 1.33:1
- Genre : Drame
- Durée : 125 minutes
- Dates de diffusion :
  -  États-Unis : 17 novembre 1981
  -  Grèce : 3 mars 1997

## Distribution
- Danny Kaye : Max Feldman
- John Rubinstein : Herb Lewisohn
- Carl Reiner : Abbot Rosen
- Kim Hunter : Bertha Feldman
- Eli Wallach : Bert Silverman
- Brian Dennehy : Le chef de la police, Arthur Buchanan
- George Dzundza : Frank Collin
- Ed Flanders : Le maire, Albert J. Smith
- Stephen D. Newman	: Aryeh Neier
- James Sutorius : David Hamlin
- Lee Strasberg : Morton Weisman
- Marin Kanter : Janet Feldman
- Robin Bartlett : La fille de la Ligue de Défense des Juifs
- David Hurst (en) : Sol Goldstein
- Ruth Nelson : Grandma Jannsen
- Robin Morse : Penny
- Michele Shay : Sheila
- Douglas Alan-Mann	: Un ministre
- Jack Callahan : Père Kelly
- Dan Conway : Le présentateur
- Richard Cusak : Un candidat
- Harry Elders : Un juge
- Beatrice Fredman : Un survivant de l'Holocauste
- Robert J. Jones Jr. : Un reporter
- Pamela Keith : Une reporter
- Dan Le Monnier : Murray
- Marie Mathay : Phyllis
- Bob McCord : L'huissier de justice
- Ward Ohrman : Un juge
- Jack Orend : Un nazi
- Chelcie Ross : Un nazi
- Ned Schmidtke : Un reporter
- Taylor Williams : Un reporter
- Patti Wilkus : Une survivante de l'Holocauste